# Prusy Południowe
Prusy Południowe (niem. Provinz Südpreußen) – prowincja Królestwa Prus istniejąca w latach 1793–1807 na części ziem zagarniętych w wyniku rozbiorów I Rzeczypospolitej.
Prusy Południowe obejmowały tereny II i częściowo III rozbioru Polski. Stolicą prowincji był Poznań, a następnie Warszawa, lecz administrowano nią bezpośrednio z Berlina poprzez Generalne Dyrektorium (General-Ober-Finanz-Kriegs- und Domänendirektorium). Organizatorem prowincji został minister Otto Karl Friedrich von Voß. Prowincję podzielono na departamenty, a departamenty na powiaty (Kreis) i inspekcje podatkowe. Organem administracji w departamencie była kamera wojenno-ekonomiczna (Kriegs- und Domänen Kammerdepartament), natomiast organem władzy sądowniczej regencja. Organem władzy w powiecie był radca ziemski (landrat). Miasta zostały wydzielone z powiatów i podporządkowane inspekcjom podatkowym (Steuerrätliche Inspektion). W 1807 Prusy Południowe zostały włączone do Księstwa Warszawskiego.

## Podział administracyjny w latach 1793–1795

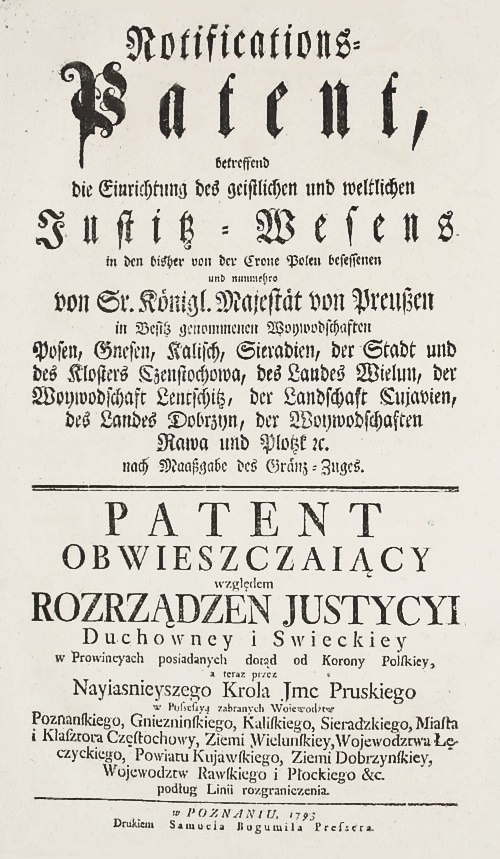
Obwieszczenie o II zaborze pruskim, 1793

Wbrew pierwotnemu projektowi podzielenia Prus Południowych na dwie jednostki administracyjne z siedzibami w Poznaniu i Toruniu, ostatecznie patentem królewskim z 7 kwietnia 1793 roku na obszarze nowej prowincji utworzono 2 departamenty z siedzibami w Poznaniu i Łęczycy. Departament poznański objął obszar dawnych województw poznańskiego, kaliskiego i gnieźnieńskiego, natomiast departament łęczycki teren województw sieradzkiego z ziemią wieluńską, łęczyckiego, rawskiego, płockiego, brzeskokujawskiego i ziemi dobrzyńskiej. Wobec braku w Łęczycy odpowiednich pomieszczeń dla administracji, siedzibę departamentu 25 maja 1793 przeniesiono do Piotrkowa. Ponieważ departament piotrkowski zajmował znaczny obszar, podjęto starania o wydzielenie z niego departamentu, który objąłby tereny Kujaw i Mazowsza wcielone do Prus Południowych. Na siedzibę trzeciego departamentu wyznaczono w 1795 roku Płock, ale w związku z III rozbiorem stał się on siedzibą departamentu płockiego Prus Nowowschodnich, do których włączono ziemię dobrzyńską i obszar województwa płockiego, wyłączając je z Prus Południowych. Stolicą prowincji Prusy Południowe został Poznań.
- departament łęczycki, od 25 maja 1793 departament piotrkowski – 27 powiatów
  - powiat częstochowski
  - powiat lutomierski
  - powiat ostrzeszowski
  - powiat piotrkowski
  - powiat radomszczański
  - powiat sieradzki
  - powiat szadkowski
  - powiat warcki
  - powiat wieluński
  - powiat brzeziński
  - powiat łęczycki
  - powiat orłowski
  - powiat zgierski
  - powiat gostyniński
  - powiat rawski
  - powiat sochaczewski
  - powiat brzeski
  - powiat kowalski
  - powiat radziejowski
  - powiat dobrzyński
  - powiat lipnowski
  - powiat rypiński
  - powiat bielski
  - powiat płocki
  - powiat sierpecki
  - powiat szreński
  - powiat wyszogrodzki
- departament poznański – 17 powiatów
  - powiat babimojski
  - powiat gnieźnieński
  - powiat kaliski
  - powiat koniński
  - powiat kościański
  - powiat krobski
  - powiat krotoszyński
  - powiat międzyrzecki
  - powiat obornicki
  - powiat odolanowski
  - powiat powidzki
  - powiat poznański
  - powiat pyzdrski
  - powiat śremski
  - powiat średzki
  - powiat wągrowiecki
  - powiat wschowski

## Podział administracyjny w latach 1795–1807
III rozbiór Polski spowodował reorganizację podziału terytorialnego ziem zajętych przez Prusy. Powiaty dobrzyńskie i mazowieckie na prawym brzegu Wisły przyłączono do Prus Nowowschodnich. Pozostały obszar Prus Południowych wraz z zagarniętymi w III rozbiorze obszarami lewobrzeżnego Mazowsza podzielono na 3 departamenty, przenosząc siedzibę władz prowincji z Poznania do Warszawy. Ponadto w 1796 roku zmieniono granice powiatów, które w znacznej części na obszarach Księstwa Warszawskiego i Królestwa Polskiego przetrwały do reformy rosyjskiej z 1867 roku.
- departament kaliski – 11 (12) powiatów
  - powiat częstochowski
  - powiat kaliski
  - powiat koniński
  - powiat lutomierski (do 1796)
  - powiat odolanowski
  - powiat ostrzeszowski
  - powiat piotrkowski
  - powiat radomszczański
  - powiat sieradzki
  - powiat szadkowski
  - powiat warcki
  - powiat wieluński
- departament poznański – 17 powiatów
  - powiat babimojski
  - powiat brzeski
  - powiat gnieźnieński
  - powiat kościański
  - powiat kowalski
  - powiat krobski
  - powiat krotoszyński
  - powiat międzyrzecki
  - powiat obornicki
  - powiat powidzki
  - powiat poznański
  - powiat pyzdrski
  - powiat radziejowski
  - powiat śremski
  - powiat średzki
  - powiat wągrowiecki
  - powiat wschowski
- departament warszawski – 10 powiatów,
  - powiat błoński
  - powiat brzeziński
  - powiat czerski
  - powiat gostyniński
  - powiat łęczycki
  - powiat orłowski
  - powiat rawski
  - powiat sochaczewski
  - powiat warszawski
  - powiat zgierski

## Podział na inspekcje podatkowe 1793–1795
Inspekcjom podatkowym podporządkowano miasta. Wszystkie miasta zostały wydzielone z powiatów i nie podlegały władzy landartów. Na czele inspekcji stał radca podatkowy.

- departament poznański – 6 inspekcji
  - wschowska (23 miasta)
  - międzyrzecka (23 miasta)
  - rawicka (21 miast)
  - poznańska (19 miast)
  - gnieźnieńska (22 miasta)
  - kaliska (21 miast)
- departament piotrkowski – 6 inspekcji
  - łęczycka (23 miasta)
  - łowicka (19 miast)
  - sieradzka (19 miast)
  - piotrkowska (24 miasta)
  - gostynińska (18 miast)
  - rypińska (19 miast)

## Podział na inspekcje podatkowe 1795–1807
- departament kaliski – 3 inspekcje
  - kaliska
  - sieradzka
  - piotrkowska
- departament poznański – 6 inspekcji
  - wschowska
  - międzyrzecka
  - pyzdrska
  - poznańska
  - gnieźnieńska
  - włocławska
- departament warszawski – 3 inspekcje
  - warszawska
  - łęczycka
  - łowicka
  - Warszawa (bez przydziału do inspekcji)

## Wykaz miast 1800[1]
| Herb | Miasto                 | Nazwa niem. 1800        | Ludność 1800 | Departament 1800 | Powiat 1800                 | Inspekcja podatkowa | Typ | Obecna lokacja |
| ---- | ---------------------- | ----------------------- | ------------ | ---------------- | --------------------------- | ------------------- | --- | -------------- |
|      | Dolsk                  | Dolzig                  | 810          | poznański        | śremski (Szrim)             | wschowska           | Kr  | Polska         |
|      | Wschowa                | Fraustadt               | 6670         | poznański        | wschowski (Fraustadt)       | wschowska           | Kr  | Polska         |
|      | Gostyń                 | Gostin                  | 1803         | poznański        | krobski (Kroeben)           | wschowska           | Sz  | Polska         |
|      | Grodzisk               | Grätz                   | 2750         | poznański        | kościański (Kosten)         | wschowska           | Sz  | Polska         |
|      | Kościan                | Kosten                  | 1508         | poznański        | kościański (Kosten)         | wschowska           | Kr  | Polska         |
|      | Koźmin                 | Kozmin                  | 1981         | poznański        | krotoszyński (Krotoszyn)    | wschowska           | Sz  | Polska         |
|      | Krobia                 | Kroeben                 | 993          | poznański        | krobski (Kroeben)           | wschowska           | Kr  | Polska         |
|      | Krzywiń                | Krzywin                 | 541          | poznański        | kościański (Kosten)         | wschowska           | Sz  | Polska         |
|      | Leszno                 | Lissa                   | 9008         | poznański        | wschowski (Fraustadt)       | wschowska           | Sz  | Polska         |
|      | Poniec                 | Puniz                   | 1444         | poznański        | krobski (Kroeben)           | wschowska           | Sz  | Polska         |
|      | Rakoniewice            | Rackwiz                 | 1203         | poznański        | kościański (Kosten)         | wschowska           | Sz  | Polska         |
|      | Rydzyna                | Reisen                  | 1483         | poznański        | wschowski (Fraustadt)       | wschowska           | Sz  | Polska         |
|      | Rostarzewo             | Rostarzewo              | 466          | poznański        | kościański (Kosten)         | wschowska           | Sz  | Polska         |
|      | Piaski                 | Sandberg                | 341          | poznański        | krobski (Kroeben)           | wschowska           | Sz  | Polska         |
|      | Szlichtyngowa          | Schlichtingsheim        | 819          | poznański        | wschowski (Fraustadt)       | wschowska           | Sz  | Polska         |
|      | Śmigiel                | Schmiegel               | 2491         | poznański        | wschowski (Fraustadt)       | wschowska           | Sz  | Polska         |
|      | Święciechowa           | Schwazkau               | 1313         | poznański        | wschowski (Fraustadt)       | wschowska           | Sz  | Polska         |
|      | Osieczna               | Storchnest              | 1043         | poznański        | wschowski (Fraustadt)       | wschowska           | Sz  | Polska         |
|      | Wielichowo             | Willichau               | 567          | poznański        | kościański (Kosten)         | wschowska           | Sz  | Polska         |
|      | Wolsztyn               | Wollstein               | 1688         | poznański        | babimojski (Bomst)          | wschowska           | Sz  | Polska         |
|      | Zaborowo               | Zaborowo                | 954          | poznański        | wschowski (Fraustadt)       | wschowska           | Sz  | Polska         |
|      | Zbąszyń                | Benschen                | 1059         | poznański        | babimojski (Bomst)          | międzyrzecka        | Sz  | Polska         |
|      | Pszczew                | Betsche                 | 617          | poznański        | międzyrzecki (Meseriz)      | międzyrzecka        | Sz  | Polska         |
|      | Międzychód             | Birnbaum                | 1715         | poznański        | międzyrzecki (Meseriz)      | międzyrzecka        | Sz  | Polska         |
|      | Bledzew                | Blesen                  | 689          | poznański        | międzyrzecki (Meseriz)      | międzyrzecka        | Sz  | Polska         |
|      | Babimost               | Bomst                   | 1376         | poznański        | babimojski (Bomst)          | międzyrzecka        | Kr  | Polska         |
|      | Brójce                 | Braetz                  | 1141         | poznański        | babimojski (Bomst)          | międzyrzecka        | Kr  | Polska         |
|      | Sieraków               | Czirke                  | 1104         | poznański        | międzyrzecki (Meseriz)      | międzyrzecka        | Sz  | Polska         |
|      | Kamionna               | Kähme                   | 462          | poznański        | międzyrzecki (Meseriz)      | międzyrzecka        | Sz  | Polska         |
|      | Kargowa                | Karge                   | 1683         | poznański        | babimojski (Bomst)          | międzyrzecka        | Sz  | Polska         |
|      | Kopanica               | Kopniz                  | 496          | poznański        | babimojski (Bomst)          | międzyrzecka        | Sz  | Polska         |
|      | Międzyrzecz            | Meseriz                 | 3539         | poznański        | międzyrzecki (Meseriz)      | międzyrzecka        | Kr  | Polska         |
|      | Wartosław              | Neubrük                 | 674          | poznański        | obornicki (Obornik)         | międzyrzecka        | Sz  | Polska         |
|      | Nowy Tomyśl            | Neutomischel            | 435          | poznański        | babimojski (Bomst)          | międzyrzecka        | Sz  | Polska         |
|      | Obrzycko               | Obersitzko              | 1670         | poznański        | obornicki (Obornik)         | międzyrzecka        | Sz  | Polska         |
|      | Ostroróg               | Ostrorog / Scharfenorth | 451          | poznański        | obornicki (Obornik)         | międzyrzecka        | Sz  | Polska         |
|      | Pniewy                 | Pinne                   | 1053         | poznański        | poznański (Posen)           | międzyrzecka        | Sz  | Polska         |
|      | Szamotuły              | Samter                  | 1258         | poznański        | obornicki (Obornik)         | międzyrzecka        | Sz  | Polska         |
|      | Lwówek                 | Neustadt                | 1705         | poznański        | babimojski (Bomst)          | międzyrzecka        | Sz  | Polska         |
|      | Skwierzyna             | Schwerin                | 3291         | poznański        | międzyrzecki (Meseriz)      | międzyrzecka        | Kr  | Polska         |
|      | Trzciel                | Tirschtiegel            | 1898         | poznański        | babimojski (Bomst)          | międzyrzecka        | Sz  | Polska         |
|      | Wronki                 | Wronke                  | 1562         | poznański        | obornicki (Obornik)         | międzyrzecka        | Sz  | Polska         |
|      | Bnin                   | Bnin                    | 963          | poznański        | śremski (Szrim)             | poznańska           | Sz  | Polska         |
|      | Buk                    | Buk                     | 1236         | poznański        | poznański (Posen)           | poznańska           | Kr  | Polska         |
|      | Czempiń                | Czempin                 | 792          | poznański        | kościański (Kosten)         | poznańska           | Sz  | Polska         |
|      | Kostrzyn               | Kostrzyn                | 625          | poznański        | śremski (Szrim)             | poznańska           | Kr  | Polska         |
|      | Kórnik                 | Kurnik                  | 1267         | poznański        | śremski (Szrim)             | poznańska           | Sz  | Polska         |
|      | Mosina                 | Moszin                  | 511          | poznański        | kościański (Kosten)         | poznańska           | Kr  | Polska         |
|      | Murowana Goślina       | Goslin                  | 1006         | poznański        | obornicki (Obornik)         | poznańska           | Sz  | Polska         |
|      | Oborniki               | Obornik                 | 856          | poznański        | obornicki (Obornik)         | poznańska           | Kr  | Polska         |
|      | Opalenica              | Opalenice               | 775          | poznański        | kościański (Kosten)         | poznańska           | Sz  | Polska         |
|      | Poznań                 | Posen                   | 21 473       | poznański        | poznański (Posen)           | poznańska           | Kr  | Polska         |
|      | Ryczywół               | Rydzywol                | 523          | poznański        | obornicki (Obornik)         | poznańska           | Sz  | Polska         |
|      | Rogoźno                | Rogosen                 | 3432         | poznański        | obornicki (Obornik)         | poznańska           | Kr  | Polska         |
|      | Śrem                   | Szrim                   | 381          | poznański        | śremski (Szrim)             | poznańska           | Kr  | Polska         |
|      | Zaniemyśl              | Santomisl               | 881          | poznański        | śremski (Szrim)             | poznańska           | Sz  | Polska         |
|      | Środa Wielkopolska     | Szroda                  | 1107         | poznański        | średzki (Schroda)           | poznańska           | Kr  | Polska         |
|      | Swarzędz               | Schwersendz             | 2767         | poznański        | poznański (Posen)           | poznańska           | Sz  | Polska         |
|      | Stęszew                | Stenczewo               | 685          | poznański        | poznański (Posen)           | poznańska           |     | Polska         |
|      | Książ Wielkopolski     | Xiondz                  | 716          | poznański        | śremski (Szrim)             | poznańska           | Sz  | Polska         |
|      | Bojanowo               | Bojanow                 | 2669         | poznański        | krobski (Kroeben)           | pyzdrska            | Sz  | Polska         |
|      | Borek Wielkopolski     | Borek                   | 1230         | poznański        | krotoszyński (Krotoschin)   | pyzdrska            | Sz  | Polska         |
|      | Dobrzyca               | Dobrzyce                | 535          | poznański        | krotoszyński (Krotoschin)   | pyzdrska            | Sz  | Polska         |
|      | Dubin                  | Dupin                   | 494          | poznański        | krobski (Kroeben)           | pyzdrska            | Sz  | Polska         |
|      | Miejska Górka          | Goerchen                | 1243         | poznański        | krobski (Kroeben)           | pyzdrska            | Sz  | Polska         |
|      | Jaraczewo              | Jaroszewo               | 381          | poznański        | krotoszyński (Krotoschin)   | pyzdrska            | Sz  | Polska         |
|      | Jarocin                | Jaroszyn                | 779          | poznański        | krotoszyński (Krotoschin)   | pyzdrska            | Sz  | Polska         |
|      | Jutrosin               | Jutroszyn               | 1282         | poznański        | krotoszyński (Krotoschin)   | pyzdrska            | Sz  | Polska         |
|      | Kobylin                | Kobilin                 | 1840         | poznański        | krotoszyński (Krotoschin)   | pyzdrska            | Sz  | Polska         |
|      | Krotoszyn              | Krotoszyn               | 4326         | poznański        | krotoszyński (Krotoschin)   | pyzdrska            | Kr  | Polska         |
|      | Mieszków               | Mieszkow                | 667          | poznański        | średzki (Schroda)           | pyzdrska            | Sz  | Polska         |
|      | Miłosław               | Miloslaw                | 1012         | poznański        | średzki (Schroda)           | pyzdrska            | Sz  | Polska         |
|      | Nowe Miasto nad Wartą  | Neustadt                | 737          | poznański        | średzki (Schroda)           | pyzdrska            | Sz  | Polska         |
|      | Pyzdry                 | Peysern                 | 2271         | poznański        | pyzdrski (Peysern)          | pyzdrska            | Kr  | Polska         |
|      | Pogorzela              | Pogorzelle              | 810          | poznański        | krotoszyński (Krotoschin)   | pyzdrska            | Sz  | Polska         |
|      | Rawicz                 | Rawicz                  | 8085         | poznański        | krobski (Kroeben)           | pyzdrska            | Sz  | Polska         |
|      | Sarnowa                | Sarnowo                 | 1409         | poznański        | krobski (Kroeben)           | pyzdrska            | Sz  | Polska         |
|      | Zduny                  | Zduny                   | 4137         | poznański        | krotoszyński (Krotoschin)   | pyzdrska            | Sz  | Polska         |
|      | Żerków                 | Zerkow                  | 683          | poznański        | pyzdrski (Peysern)          | pyzdrska            | Sz  | Polska         |
|      | Czerniejewo            | Czerniejewo             | 878          | poznański        | gnieźnieński (Gnesen)       | gnieźnieńska        | Sz  | Polska         |
|      | Gniezno                | Gnesen                  | 3979         | poznański        | gnieźnieński (Gnesen)       | gnieźnieńska        | Kr  | Polska         |
|      | Janowiec Wielkopolski  | Janowice                | 368          | poznański        | wągrowiecki (Wongrowiec)    | gnieźnieńska        | Sz  | Polska         |
|      | Kazimierz Biskupi      | Kasimirs                | 703          | poznański        | pyzdrski (Peysern)          | gnieźnieńska        | Sz  | Polska         |
|      | Kiszkowo               | Kiskowo                 | 288          | poznański        | gnieźnieński (Gnesen)       | gnieźnieńska        | Sz  | Polska         |
|      | Kłecko                 | Klecko                  | 638          | poznański        | gnieźnieński (Gnesen)       | gnieźnieńska        | Kr  | Polska         |
|      | Kleczew                | Kleczewo                | 1198         | poznański        | pyzdrski (Peysern)          | gnieźnieńska        | Sz  | Polska         |
|      | Łekno                  | Lekno                   | 233          | poznański        | wągrowiecki (Wongrowiec)    | gnieźnieńska        | Sz  | Polska         |
|      | Łopienno               | Lopienno                | 423          | poznański        | gnieźnieński (Gnesen)       | gnieźnieńska        | Sz  | Polska         |
|      | Mieścisko              | Miesziszko              | 359          | poznański        | wągrowiecki (Wongrowiec)    | gnieźnieńska        | Kr  | Polska         |
|      | Mielżyn                | Mielzyn                 | 264          | poznański        | powidzki (Powidz)           | gnieźnieńska        | Sz  | Polska         |
|      | Powidz                 | Powicz                  | 668          | poznański        | powidzki (Powidz)           | gnieźnieńska        | Kr  | Polska         |
|      | Pobiedziska            | Pudewiz                 | 1185         | poznański        | gnieźnieński (Gnesen)       | gnieźnieńska        | Kr  | Polska         |
|      | Rogowo                 | Rogowo                  | 172          | poznański        | wągrowiecki (Wongrowiec)    | gnieźnieńska        | Sz  | Polska         |
|      | Skoki                  | Schokken                | 1044         | poznański        | wągrowiecki (Wongrowiec)    | gnieźnieńska        | Sz  | Polska         |
|      | Skulsk                 | Skulsk                  | 152          | poznański        | powidzki (Powidz)           | gnieźnieńska        | Sz  | Polska         |
|      | Ślesin                 | Sleszin                 | 489          | poznański        | pyzdrski (Peysern)          | gnieźnieńska        | Sz  | Polska         |
|      | Słupca                 | Slupce                  | 1778         | poznański        | pyzdrski (Peysern)          | gnieźnieńska        | Kr  | Polska         |
|      | Trzemeszno             | Trzemesno               | 1386         | poznański        | powidzki (Powidz)           | gnieźnieńska        | Kr  | Polska         |
|      | Witkowo                | Witkowo                 | 1590         | poznański        | powidzki (Powidz)           | gnieźnieńska        | Sz  | Polska         |
|      | Wągrowiec              | Wongrowiec              | 809          | poznański        | wągrowiecki (Wongrowiec)    | gnieźnieńska        | Kr  | Polska         |
|      | Września               | Wreszen                 | 1926         | poznański        | pyzdrski (Peysern)          | gnieźnieńska        | Sz  | Polska         |
|      | Wilczyn                | Wylczin                 | 223          | poznański        | powidzki (Powidz)           | gnieźnieńska        | Sz  | Polska         |
|      | Żerniki                | Ziernik                 | 224          | poznański        | wągrowiecki (Wongrowiec)    | gnieźnieńska        | Sz  | Polska         |
|      | Żydowo                 | Zydowo                  | 194          | poznański        | gnieźnieński (Gnesen)       | gnieźnieńska        | Sz  | Polska         |
|      | Brześć Kujawski        | Brzesz                  | 786          | poznański        | brzeski (Brzesz)            | włocławska          | Kr  | Polska         |
|      | Brdów                  | Brdow                   | 458          | poznański        | brzeski (Brzesz)            | włocławska          | Kr  | Polska         |
|      | Chodecz                | Chodesz                 | 306          | poznański        | kowalski (Kowal)            | włocławska          | Sz  | Polska         |
|      | Izbica Kujawska        | Izbice                  | 725          | poznański        | kowalski (Kowal)            | włocławska          | Sz  | Polska         |
|      | Kowal                  | Kowal                   | 1516         | poznański        | kowalski (Kowal)            | włocławska          | Sz  | Polska         |
|      | Lubień Kujawski        | Lubin                   | 309          | poznański        | kowalski (Kowal)            | włocławska          | Sz  | Polska         |
|      | Lubraniec              | Lubraniec               | 1159         | poznański        | brzeski (Brzesz)            | włocławska          | Sz  | Polska         |
|      | Nieszawa               | Nieczawa                | 824          | poznański        | radziejowski (Radziejów)    | włocławska          | Kr  | Polska         |
|      | Przedecz               | Przedecz                | 510          | poznański        | kowalski (Kowal)            | włocławska          | Kr  | Polska         |
|      | Piotrków Kujawski      | Pietrkowo               | 497          | poznański        | radziejowski (Radziejów)    | włocławska          | Sz  | Polska         |
|      | Podgórz                | Podgurze                | 284          | poznański        | radziejowski (Radziejów)    | włocławska          | Kr  | Polska         |
|      | Radziejów              | Radziejewo              | 813          | poznański        | radziejowski (Radziejów)    | włocławska          | Kr  | Polska         |
|      | Raciążek               | Racionzek               | 446          | poznański        | radziejowski (Radziejów)    | włocławska          | Kr  | Polska         |
|      | Służewo                | Sluszewo                | 938          | poznański        | radziejowski (Radziejów)    | włocławska          | Sz  | Polska         |
|      | Sompolno               | Sompolno                | 568          | poznański        | brzeski (Brzesz)            | włocławska          | Kr  | Polska         |
|      | Włocławek              | Wraclawek               | 2308         | poznański        | brzeski (Brzesz)            | włocławska          | Kr  | Polska         |
|      | Odolanów               | Adelnau                 | 1091         | kaliski          | odolanowski (Adelnau)       | kaliska             | Kr  | Polska         |
|      | Brudzew                | Brudczewo               | 420          | kaliski          | koniński (Konin)            | kaliska             | Sz  | Polska         |
|      | Chocz                  | Chocz                   | 878          | kaliski          | kaliski (Kalisch)           | kaliska             | Sz  | Polska         |
|      | Dobra                  | Dobra                   | 1952         | kaliski          | warcki (Warta)              | kaliska             | Sz  | Polska         |
|      | Golina                 | Gollin                  | 618          | kaliski          | koniński (Konin)            | kaliska             | Sz  | Polska         |
|      | Iwanowice              | Iwanowice               | 504          | kaliski          | kaliski (Kalisch)           | kaliska             | Sz  | Polska         |
|      | Kalisz                 | Kalisch                 | 7859         | kaliski          | kaliski (Kalisch)           | kaliska             | Kr  | Polska         |
|      | Koło                   | Kolo                    | 2482         | kaliski          | koniński (Konin)            | kaliska             | Kr  | Polska         |
|      | Konin                  | Konin                   | 1354         | kaliski          | koniński (Konin)            | kaliska             | Kr  | Polska         |
|      | Koźminek               | Kozminek                | 691          | kaliski          | kaliski (Kalisch)           | kaliska             | Sz  | Polska         |
|      | Lądek                  | Landek                  | 357          | kaliski          | koniński (Konin)            | kaliska             | Kr  | Polska         |
|      | Opatówek               | Opatowek                | 385          | kaliski          | kaliski (Kalisch)           | kaliska             | Kr  | Polska         |
|      | Ostrów Wielkopolski    | Ostrowo                 | 3191         | kaliski          | odolanowski (Adelnau)       | kaliska             | Sz  | Polska         |
|      | Pleszew                | Plescheu                | 1642         | kaliski          | odolanowski (Adelnau)       | kaliska             | Sz  | Polska         |
|      | Raszków                | Raszkowo                | 706          | kaliski          | odolanowski (Adelnau)       | kaliska             | Sz  | Polska         |
|      | Rychwał                | Rychwol                 | 297          | kaliski          | koniński (Konin)            | kaliska             | Sz  | Polska         |
|      | Staw                   | Staw                    | 389          | kaliski          | kaliski (Kalisch)           | kaliska             | Sz  | Polska         |
|      | Stawiszyn              | Stawyszyn               | 1203         | kaliski          | kaliski (Kalisch)           | kaliska             | Kr  | Polska         |
|      | Sulmierzyce            | Sulmirzyce              | 1696         | kaliski          | odolanowski (Adelnau)       | kaliska             | Kr  | Polska         |
|      | Tuliszków              | Tuliszkowo              | 530          | kaliski          | koniński (Konin)            | kaliska             | Sz  | Polska         |
|      | Turek                  | Turek                   | 542          | kaliski          | warcki (Warta)              | kaliska             | Kr  | Polska         |
|      | Uniejów                | Uniejow                 | 801          | kaliski          | warcki (Warta)              | kaliska             | Kr  | Polska         |
|      | Władysławów            | Wladislawowo            | 729          | kaliski          | koniński (Konin)            | kaliska             | Sz  | Polska         |
|      | Zagórów                | Zagorowo                | 800          | kaliski          | koniński (Konin)            | kaliska             | Sz  | Polska         |
|      | Błaszki                | Blaszki                 | 640          | kaliski          | warcki (Warta)              | sieradzka           | Sz  | Polska         |
|      | Bolesławiec            | Boleslawiec             | 773          | kaliski          | ostrzeszowski (Ostrzeszow)  | sieradzka           | Kr  | Polska         |
|      | Baranów                | Baranow                 | 447          | kaliski          | ostrzeszowski (Ostrzeszow)  | sieradzka           | Sz  | Polska         |
|      | Burzenin               | Burzemin                | 343          | kaliski          | sieradzki (Sieradz)         | sieradzka           | Sz  | Polska         |
|      | Działoszyn             | Dzialoszyn              | 1484         | kaliski          | wieluński (Wielun)          | sieradzka           | Sz  | Polska         |
|      | Grabów                 | Grabow                  | 551          | kaliski          | ostrzeszowski (Ostrzeszow)  | sieradzka           | Sz  | Polska         |
|      | Kępno                  | Kempen                  | 3434         | kaliski          | ostrzeszowski (Ostrzeszow)  | sieradzka           | Sz  | Polska         |
|      | Mikstat                | Mixstadt                | 737          | kaliski          | ostrzeszowski (Ostrzeszow)  | sieradzka           | Sz  | Polska         |
|      | Ostrzeszów             | Ostrzeszow              | 1275         | kaliski          | ostrzeszowski (Ostrzeszow)  | sieradzka           | Kr  | Polska         |
|      | Praszka                | Praszke                 | 981          | kaliski          | wieluński (Wielun)          | sieradzka           | Sz  | Polska         |
|      | Szczerców              | Szczerczow              | 798          | kaliski          | sieradzki (Sieradz)         | sieradzka           | Kr  | Polska         |
|      | Sieradz                | Sieradz                 | 2113         | kaliski          | sieradzki (Sieradz)         | sieradzka           | Kr  | Polska         |
|      | Warta                  | Warta                   | 1271         | kaliski          | warcki (Warta)              | sieradzka           | Kr  | Polska         |
|      | Widawa                 | Widawa                  | 1079         | kaliski          | sieradzki (Sieradz)         | sieradzka           | Sz  | Polska         |
|      | Wieluń                 | Wielun                  | 1463         | kaliski          | wieluński (Wielun)          | sieradzka           | Kr  | Polska         |
|      | Wieruszów              | Wieruszow               | 1176         | kaliski          | ostrzeszowski (Ostrzeszow)  | sieradzka           | Sz  | Polska         |
|      | Złoczew                | Zloczewo                | 701          | kaliski          | sieradzki (Sieradz)         | sieradzka           | Sz  | Polska         |
|      | Bełchatów              | Belgatow                | 115          | kaliski          | piotrkowski (Peterkau)      | piotrkowska         | Sz  | Polska         |
|      | Brzeźnica              | Brzesznice              | 487          | kaliski          | radomszczański (Radomsk)    | piotrkowska         | Kr  | Polska         |
|      | Częstochowa            | Czenstochau             | 2409         | kaliski          | częstochowski (Czenstochau) | piotrkowska         | Kr  | Polska         |
|      | Grocholice             | Grocholice              | 406          | kaliski          | piotrkowski (Peterkau)      | piotrkowska         | Kr  | Polska         |
|      | Kamieńsk               | Kaminsko                | 608          | kaliski          | radomszczański (Radomsk)    | piotrkowska         | Sz  | Polska         |
|      | Kłobuck                | Klobucko                | 947          | kaliski          | częstochowski (Czenstochau) | piotrkowska         | Sz  | Polska         |
|      | Koniecpol              | Koniecpol               | 1513         | kaliski          | radomszczański (Radomsk)    | piotrkowska         | Sz  | Polska         |
|      | Krzepice               | Krzepice                | 1469         | kaliski          | częstochowski (Czenstochau) | piotrkowska         | Kr  | Polska         |
|      | Łask                   | Lask                    | 3015         | kaliski          | szadkowski (Szadek)         | piotrkowska         | Sz  | Polska         |
|      | Lutomiersk             | Lutomiersk              | 510          | kaliski          | szadkowski (Szadek)         | piotrkowska         | Sz  | Polska         |
|      | Mstów                  | Mstow                   | 656          | kaliski          | częstochowski (Czenstochau) | piotrkowska         | Kr  | Polska         |
|      | Pabianice              | Pabianice               | 694          | kaliski          | szadkowski (Szadek)         | piotrkowska         | Kr  | Polska         |
|      | Pajęczno               | Pajenzno                | 477          | kaliski          | radomszczański (Radomsk)    | piotrkowska         | Kr  | Polska         |
|      | Piotrków Trybunalski   | Peterkau                | 2340         | kaliski          | piotrkowski (Peterkau)      | piotrkowska         | Kr  | Polska         |
|      | Pławno                 | Plawno                  | 344          | kaliski          | radomszczański (Radomsk)    | piotrkowska         | Sz  | Polska         |
|      | Przyrów                | Przyrow                 | 794          | kaliski          | częstochowski (Czenstochau) | piotrkowska         | Kr  | Polska         |
|      | Radomsko               | Radomsk                 | 936          | kaliski          | radomszczański (Radomsk)    | piotrkowska         | Kr  | Polska         |
|      | Rozprza                | Rosprza                 | 493          | kaliski          | piotrkowski (Peterkau)      | piotrkowska         | Sz  | Polska         |
|      | Rzgów                  | Rzgow                   | 775          | kaliski          | piotrkowski (Peterkau)      | piotrkowska         | Kr  | Polska         |
|      | Sulejów                | Sulejow                 | 416          | kaliski          | piotrkowski (Peterkau)      | piotrkowska         | Kr  | Polska         |
|      | Szadek                 | Szadek                  | 1005         | kaliski          | szadkowski (Szadek)         | piotrkowska         | Kr  | Polska         |
|      | Tuszyn                 | Tuszyn                  | 869          | kaliski          | piotrkowski (Peterkau)      | piotrkowska         | Kr  | Polska         |
|      | Wolbórz                | Wolborz                 | 935          | kaliski          | piotrkowski (Peterkau)      | piotrkowska         | Kr  | Polska         |
|      | Warszawa               | Warschau                | 74 590       | warszawski       | warszawski (Warschau)       | Warszawa            | Kr  | Polska         |
|      | Biała Rawska           | Bialla                  | 372          | warszawski       | rawski (Rawa)               | warszawska          |     | Polska         |
|      | Błonie                 | Blonie                  | 1043         | warszawski       | błoński (Blonie)            | warszawska          | Kr  | Polska         |
|      | Czersk                 | Czersk                  | 401          | warszawski       | czerski (Czersk)            | warszawska          | Kr  | Polska         |
|      | Góra Kalwaria          | Gora                    | 721          | warszawski       | czerski (Czersk)            | warszawska          | Sz  | Polska         |
|      | Goszczyn               | Goszyn                  | 553          | warszawski       | czerski (Czersk)            | warszawska          | Kr  | Polska         |
|      | Grodzisk Mazowiecki    | Grodzisk                | 363          | warszawski       | błoński (Blonie)            | warszawska          | Sz  | Polska         |
|      | Grójec                 | Grojec                  | 786          | warszawski       | czerski (Czersk)            | warszawska          | Kr  | Polska         |
|      | Iłów                   | Ilow                    | 240          | warszawski       | gostyniński (Gostinin)      | warszawska          | Sz  | Polska         |
|      | Mogielnica             | Mogielnica              | 925          | warszawski       | czerski (Czersk)            | warszawska          | Sz  | Polska         |
|      | Mszczonów              | Mszczonnow              | 1406         | warszawski       | błoński (Blonie)            | warszawska          | Kr  | Polska         |
|      | Nadarzyn               | Nadarszyn               | 444          | warszawski       | błoński (Blonie)            | warszawska          | Sz  | Polska         |
|      | Nowe Miasto nad Pilicą | Nowemiasto              | 1004         | warszawski       | rawski (Rawa)               | warszawska          |     | Polska         |
|      | Nowy Dwór Mazowiecki   | Nowidwor                | 879          | warszawski       | warszawski (Warschau)       | warszawska          | Sz  | Polska         |
|      | Piaseczno              | Piaszeczno              | 563          | warszawski       | warszawski (Warschau)       | warszawska          | Kr  | Polska         |
|      | Przybyszew             | Przybiszew              | 677          | warszawski       | czerski (Czersk)            | warszawska          | Sz  | Polska         |
|      | Sochaczew              | Sochaczew               | 1706         | warszawski       | sochaczewski (Sochaczew)    | warszawska          | Kr  | Polska         |
|      | Tarczyn                | Tarczyn                 | 421          | warszawski       | błoński (Blonie)            | warszawska          | Du  | Polska         |
|      | Warka                  | Warka                   | 679          | warszawski       | czerski (Czersk)            | warszawska          | Kr  | Polska         |
|      | Będków                 | Bendkow                 | 271          | warszawski       | brzeziński (Brzeszin)       | łowicka             |     | Polska         |
|      | Bielawy                | Bielawy                 | 481          | warszawski       | brzeziński (Brzeszin)       | łowicka             | Sz  | Polska         |
|      | Bolimów                | Bolimow                 | 555          | warszawski       | sochaczewski (Sochaczew)    | łowicka             | Kr  | Polska         |
|      | Brzeziny               | Brzeszin                | 1499         | warszawski       | brzeziński (Brzeszin)       | łowicka             | Sz  | Polska         |
|      | Głowno                 | Glowno                  | 594          | warszawski       | brzeziński (Brzeszin)       | łowicka             |     | Polska         |
|      | Jeżów                  | Jezow                   | 542          | warszawski       | brzeziński (Brzeszin)       | łowicka             | Sz  | Polska         |
|      | Inowłódz               | Inowlodz                | 411          | warszawski       | brzeziński (Brzeszin)       | łowicka             | Kr  | Polska         |
|      | Łowicz                 | Lowicz                  | 2888         | warszawski       | sochaczewski (Sochaczew)    | łowicka             | Du  | Polska         |
|      | Rawa Mazowiecka        | Rawa                    | 1975         | warszawski       | rawski (Rawa)               | łowicka             | Kr  | Polska         |
|      | Skierniewice           | Skierniewice            | 1550         | warszawski       | rawski (Rawa)               | łowicka             | Sz  | Polska         |
|      | Stryków                | Strykow                 | 1360         | warszawski       | brzeziński (Brzeszin)       | łowicka             | Sz  | Polska         |
|      | Sobota                 | Sobotta                 | 325          | warszawski       | brzeziński (Brzeszin)       | łowicka             | Sz  | Polska         |
|      | Ujazd                  | Ujazd                   | 564          | warszawski       | brzeziński (Brzeszin)       | łowicka             | Sz  | Polska         |
|      | Wiskitki               | Wyskitki                | 664          | warszawski       | sochaczewski (Sochaczew)    | łowicka             | Kr  | Polska         |
|      | Dąbie                  | Dombie                  | 741          | warszawski       | łęczycki (Lenczic)          | łęczycka            | Kr  | Polska         |
|      | Dąbrowice              | Dombrowice              | 1201         | warszawski       | orłowski (Orlow)            | łęczycka            | Kr  | Polska         |
|      | Gąbin                  | Gombin                  | 1274         | warszawski       | gostyniński (Gostinin)      | łęczycka            | Kr  | Polska         |
|      | Gostynin               | Gostinin                | 621          | warszawski       | gostyniński (Gostinin)      | łęczycka            | Kr  | Polska         |
|      | Grzegorzew             | Grzegorzewo             | 516          | warszawski       | łęczycki (Lenczic)          | łęczycka            | Du  | Polska         |
|      | Grabów                 | Grabow                  | 320          | warszawski       | łęczycki (Lenczic)          | łęczycka            |     | Polska         |
|      | Kłodawa                | Klodawa                 | 1211         | warszawski       | łęczycki (Lenczic)          | łęczycka            | Kr  | Polska         |
|      | Kazimierz              | Kazimirz                | 328          | warszawski       | zgierski (Zgierz)           | łęczycka            | Du  | Polska         |
|      | Krośniewice            | Krosniewice             | 413          | warszawski       | orłowski (Orlow)            | łęczycka            |     | Polska         |
|      | Kutno                  | Kuttno                  | 2502         | warszawski       | orłowski (Orlow)            | łęczycka            | Sz  | Polska         |
|      | Kiernozia              | Kiernoze                | 337          | warszawski       | gostyniński (Gostinin)      | łęczycka            | Sz  | Polska         |
|      | Łęczyca                | Lenczic                 | 2691         | warszawski       | łęczycki (Lenczic)          | łęczycka            | Kr  | Polska         |
|      | Łódź                   | Ladzy                   | 428          | warszawski       | zgierski (Zgierz)           | łęczycka            | Du  | Polska         |
|      | Osmolin                | Osmolin                 | 335          | warszawski       | gostyniński (Gostinin)      | łęczycka            | Kr  | Polska         |
|      | Parzęczew              | Parczenczew             | 755          | warszawski       | zgierski (Zgierz)           | łęczycka            | Sz  | Polska         |
|      | Piątek                 | Piontek                 | 1154         | warszawski       | zgierski (Zgierz)           | łęczycka            | Du  | Polska         |
|      | Zgierz                 | Zgierz                  | 582          | warszawski       | zgierski (Zgierz)           | łęczycka            | Kr  | Polska         |
|      | Żychlin                | Zychlin                 | 733          | warszawski       | orłowski (Orlow)            | łęczycka            | Sz  | Polska         |